# Abborrberget
Abborrberget är en tätort i Strängnäs kommun, Södermanlands län. Abborrberget ligger på södra delen av Tosterön med broförbindelse till centralorten Strängnäs. Eftersom Strängnäsfjärden där är bredare än 200 meter definieras Abborrberget som egen tätort av SCB. I sin fördjupade översiktsplan räknar kommunen dock orten som en del av tätorten Strängnäs.

## Befolkningsutveckling
| Befolkningsutvecklingen i Abborrberget 1960–2020                  | Befolkningsutvecklingen i Abborrberget 1960–2020 | Befolkningsutvecklingen i Abborrberget 1960–2020 | Befolkningsutvecklingen i Abborrberget 1960–2020 | Befolkningsutvecklingen i Abborrberget 1960–2020 |
| ----------------------------------------------------------------- | ------------------------------------------------ | ------------------------------------------------ | ------------------------------------------------ | ------------------------------------------------ |
|                                                                   |                                                  |                                                  |                                                  |                                                  |
| År                                                                |                                                  |                                                  | Folkmängd                                        | Areal (ha)                                       |
| 1960                                                              | 1960                                             |                                                  | 570                                              |                                                  |
| 1965                                                              | 1965                                             |                                                  | 721                                              |                                                  |
| 1970                                                              | 1970                                             |                                                  | 669                                              |                                                  |
| 1975                                                              | 1975                                             |                                                  | 688                                              |                                                  |
| 1980                                                              | 1980                                             |                                                  | 645                                              |                                                  |
| 1990                                                              | 1990                                             |                                                  | 981                                              | 103                                              |
| 1995                                                              | 1995                                             |                                                  | 1 474                                            | 117                                              |
| 2000                                                              | 2000                                             |                                                  | 1 569                                            | 117                                              |
| 2005                                                              | 2005                                             |                                                  | 1 814                                            | 127                                              |
| 2010                                                              | 2010                                             |                                                  | 2 141                                            | 138                                              |
| 2015                                                              | 2015                                             |                                                  | 2 324                                            | 154                                              |
| 2020                                                              | 2020                                             |                                                  | 3 039                                            | 177                                              |
| Anm.: Namnändring 1975 från Sundby till Abborrberget. införlivade |                                                  |                                                  |                                                  |                                                  |

## Omgivande orter
Nedanstående graf beskriver ett urval orter i omgivningen, inom en radie av 25 kilometer.

## Bebyggelse och sevärdheter
I vardagligt tal skiljer man på Abborrberget nordväst om Tosteröbron och Sundby öster och nordost om densamma. Området består främst av bostadshus, grundskolor, förskolor, företag och skogsområden. Abborrberget har en av Strängnäs kommun skött badstrand vid naturreservatet Bresshammars hage.
På Sundby sjukhus ödekyrkogård, även kallad Sundby begravningsplats, finns bland andra personal och patienter från det tidigare mentalsjukhuset Sundby sjukhus (Strängnäs hospital) begravda.

## Kommunikationer
Bussar avgår till och från Strängnäs fastland och Brunnsåker på nordvästra Tosterön, även enstaka skolbussturer till Aspö och Arnö färjeläge på östra Oknön.